# San Antonio (Azurduy)
San Antonio ist eine Ortschaft im Departamento Chuquisaca im südamerikanischen Andenstaat Bolivien.

## Lage im Nahraum
San Antonio liegt in der Provinz Azurduy und ist ein Ort im Cantón Antonio López im Municipio Azurduy. Die Ortschaft liegt auf einer Höhe von 2226 m am rechten, westlichen Ufer des nach Süden fließenden Río San Antonio, der flussabwärts in den Río Pilcomayo mündet.

## Geographie
San Antonio liegt zwischen dem Altiplano im Westen und dem Tiefland im Osten in einem der nord-südlich verlaufenden Seitentäler der bolivianischen Cordillera Central. Das Klima der Region ist ein ausgesprochenes Tageszeitenklima, bei dem die Temperaturunterschiede zwischen Tag und Nacht deutlicher schwanken als die Durchschnittswerte zwischen Sommer und Winter.
Die jährliche Durchschnittstemperatur liegt bei 14 °C (siehe Klimadiagramm Azurduy), die Monatswerte schwanken zwischen 10 °C im Juni/Juli und 16 °C im Dezember/Januar. Der Jahresniederschlag hat einen Wert von knapp 550 mm, mit einer Trockenzeit und monatlichen Werten unter 10 mm von Mai bis August, und Höchstwerten von 100 bis 110 mm von Dezember bis Februar.

## Verkehrsnetz
San Antonio liegt in einer Entfernung von 384 Straßenkilometern südöstlich von Sucre, der Hauptstadt des Departamentos.
Durch Sucre führt die 976 Kilometer lange Nationalstraße Ruta 6, welche die Hauptstadt mit dem bolivianischen Tiefland und der dortigen Millionenstadt Santa Cruz verbindet. Die Straße von Sucre nach Osten ist nur auf den ersten 67 Kilometern bis Tarabuco asphaltiert, die folgenden 120 Kilometer bis Padilla tragen eine unbefestigte Schotterdecke. Fünfzehn Kilometer vor Padilla zweigt eine unbefestigte Landstraße nach Süden ab und führt über Alcalá und Tarvita nach 150 Kilometern nach Azurduy.
Von dort führt eine Straße zuerst in südlicher, später in südwestlicher Richtung über 37 Kilometer nach Wancarani und weiter nach Rodeo Chico und Rodeo Grande. Wenige Kilometer vor Wancarani zweigt eine Nebenstrecke in südlicher Richtung ab und führt weiter nach San Antonio, nach Los Pinos und nach Duraznal.

## Bevölkerung
Die Einwohnerzahl der Ortschaft ist in dem Jahrzehnt zwischen den beiden letzten Volkszählungen um etwa ein Fünftel zurückgegangen:
| Jahr | Einwohner         | Quelle       |
| ---- | ----------------- | ------------ |
| 1992 | keine Detaildaten | Volkszählung |
| 2001 | 239               | Volkszählung |
| 2012 | 187               | Volkszählung |
| 2024 |                   | Volkszählung |